# Platforma widokowa „Ślimak” w Woli Kroguleckiej

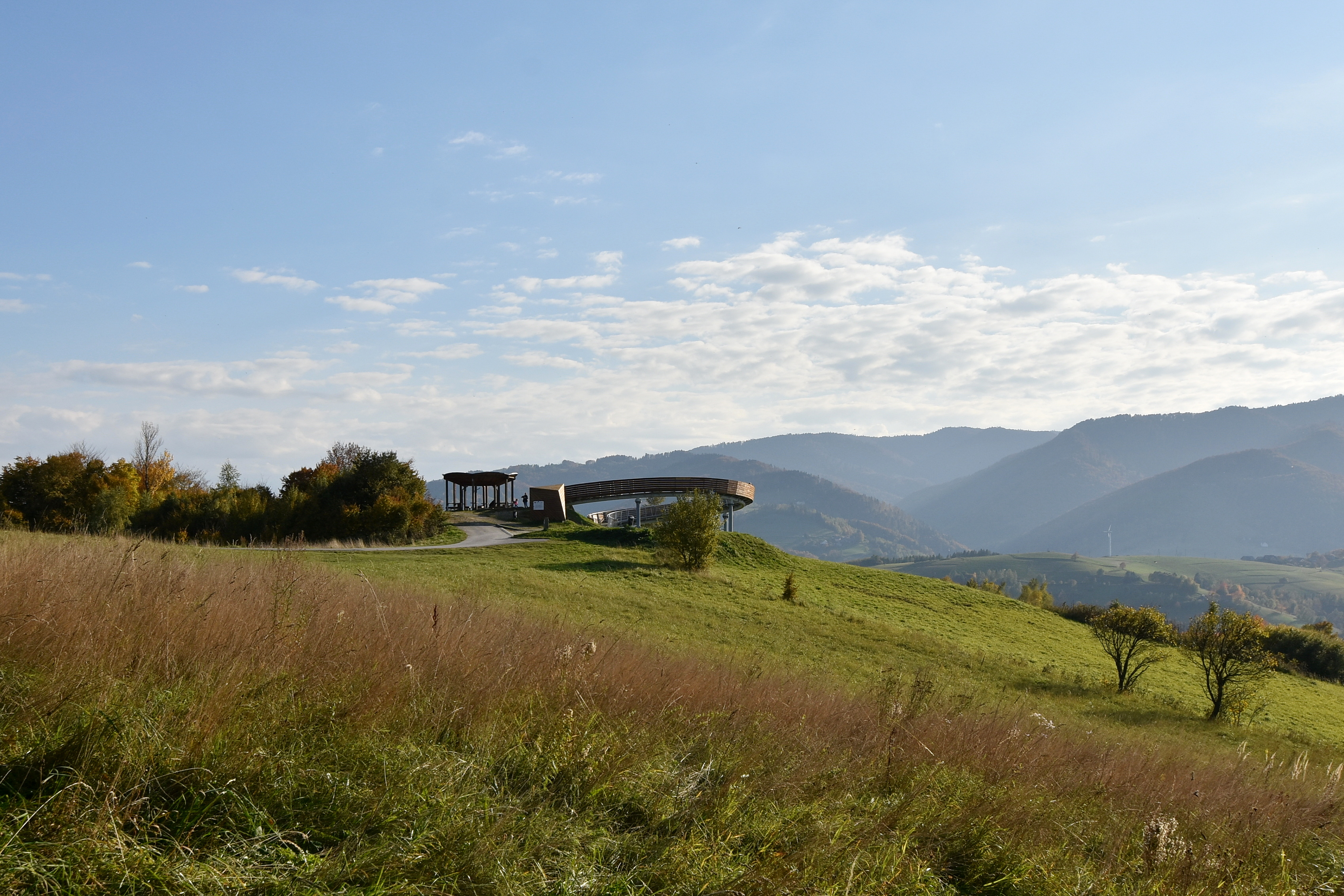
Widok ogólny

Platforma widokowa „Ślimak” w Woli Kroguleckiej – platforma widokowa w kształcie spiralnym (ślimaka), w Woli Kroguleckiej, na wzgórzu Dzielnica (539 m n.p.m.) w Beskidzie Sądeckim.

## Opis
Platforma znajduje się na otwartej przestrzeni, na wysokości ok. 530 m n.p.m., ok. 200 m nad doliną rzeki Poprad. Pozwala obserwować pasma Beskidu Sądeckiego, szczególnie Pasmo Radziejowej, Kotlinę Sądecką, Gorce i Beskid Wyspowy.
Do dyspozycji odwiedzających jest zadaszone palenisko, toaleta oraz niewielki parking.
Obiekt został zaprojektowany w pracowni 55architekci. Został oddany do użytku 2 lipca 2014.

## Galeria

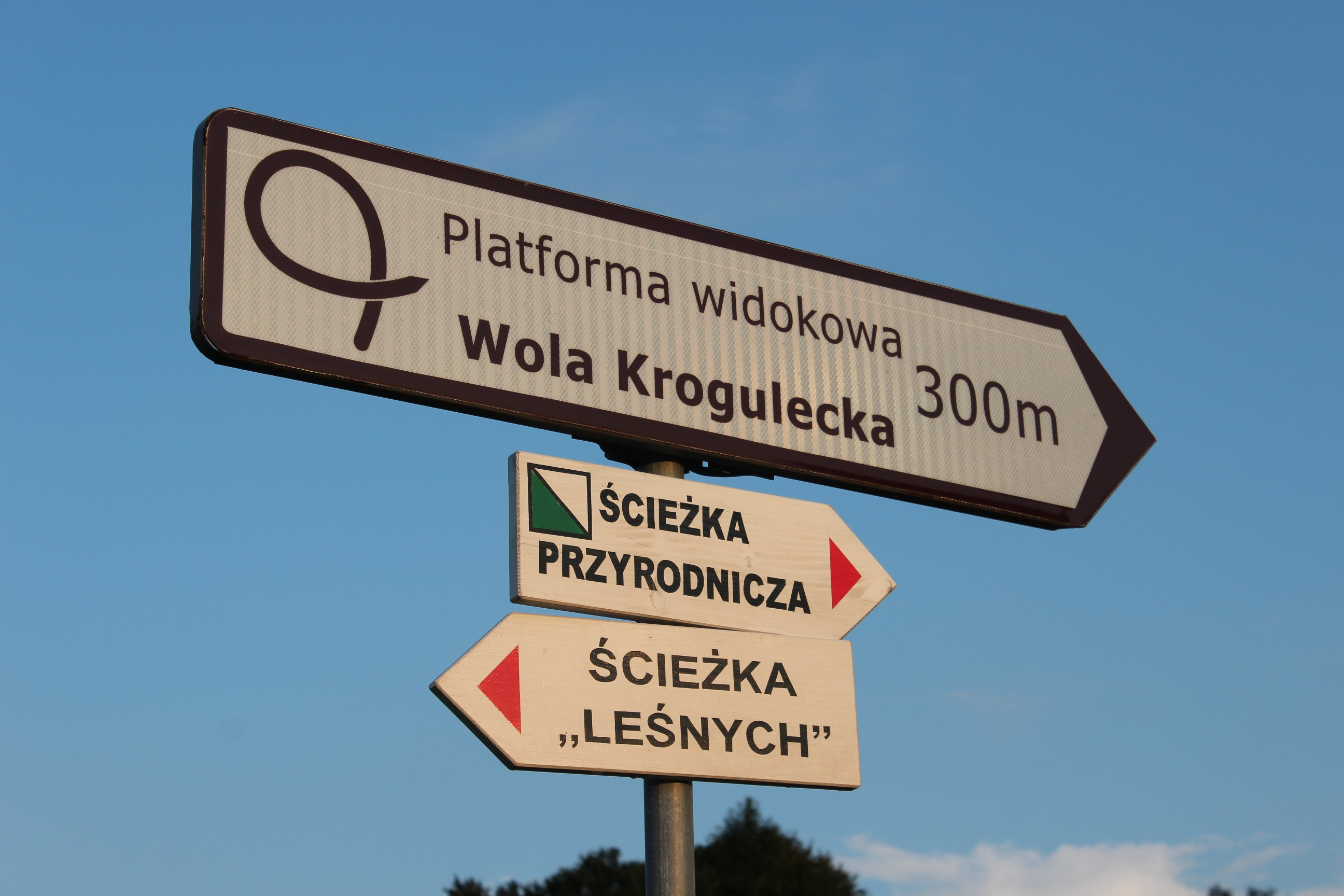
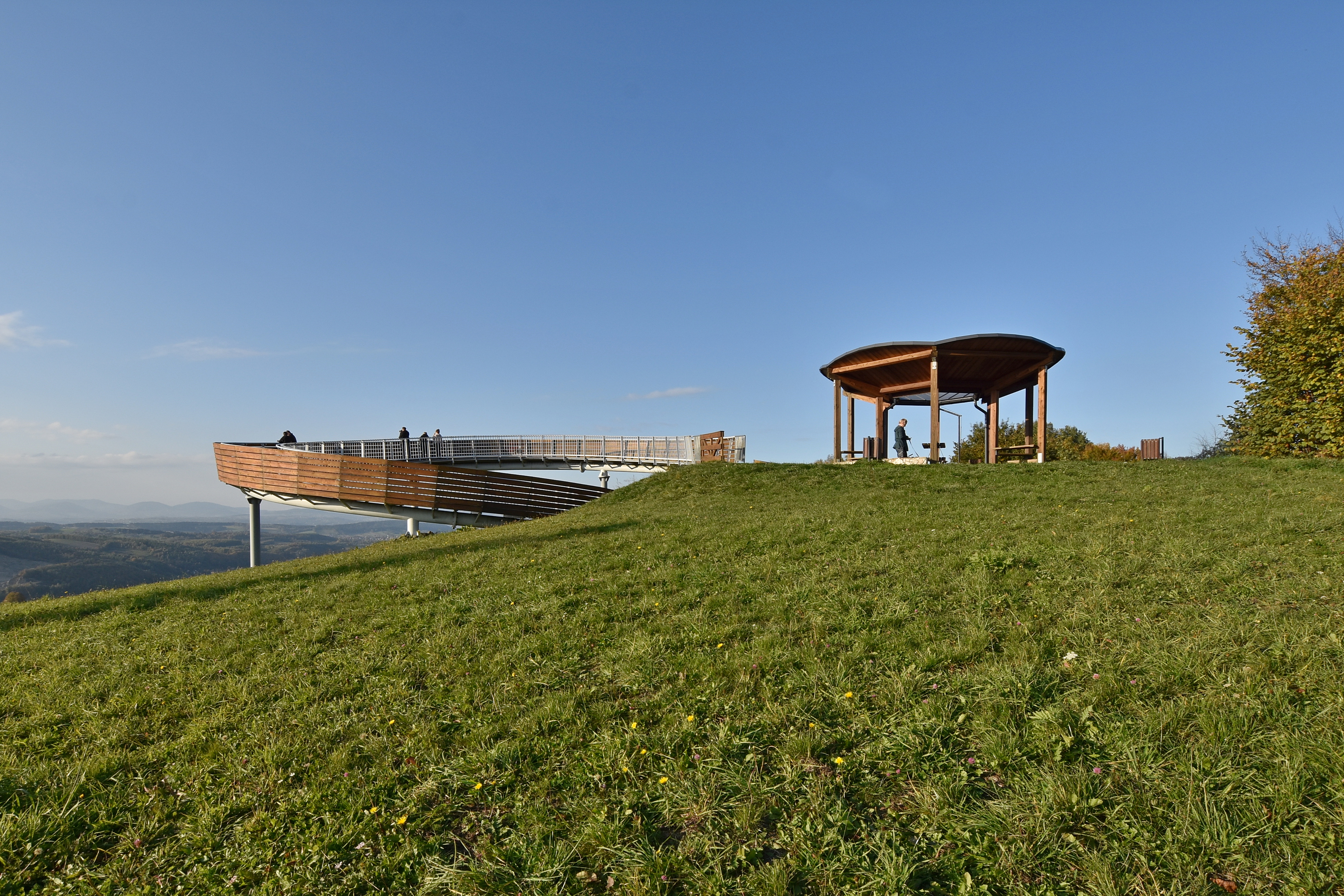
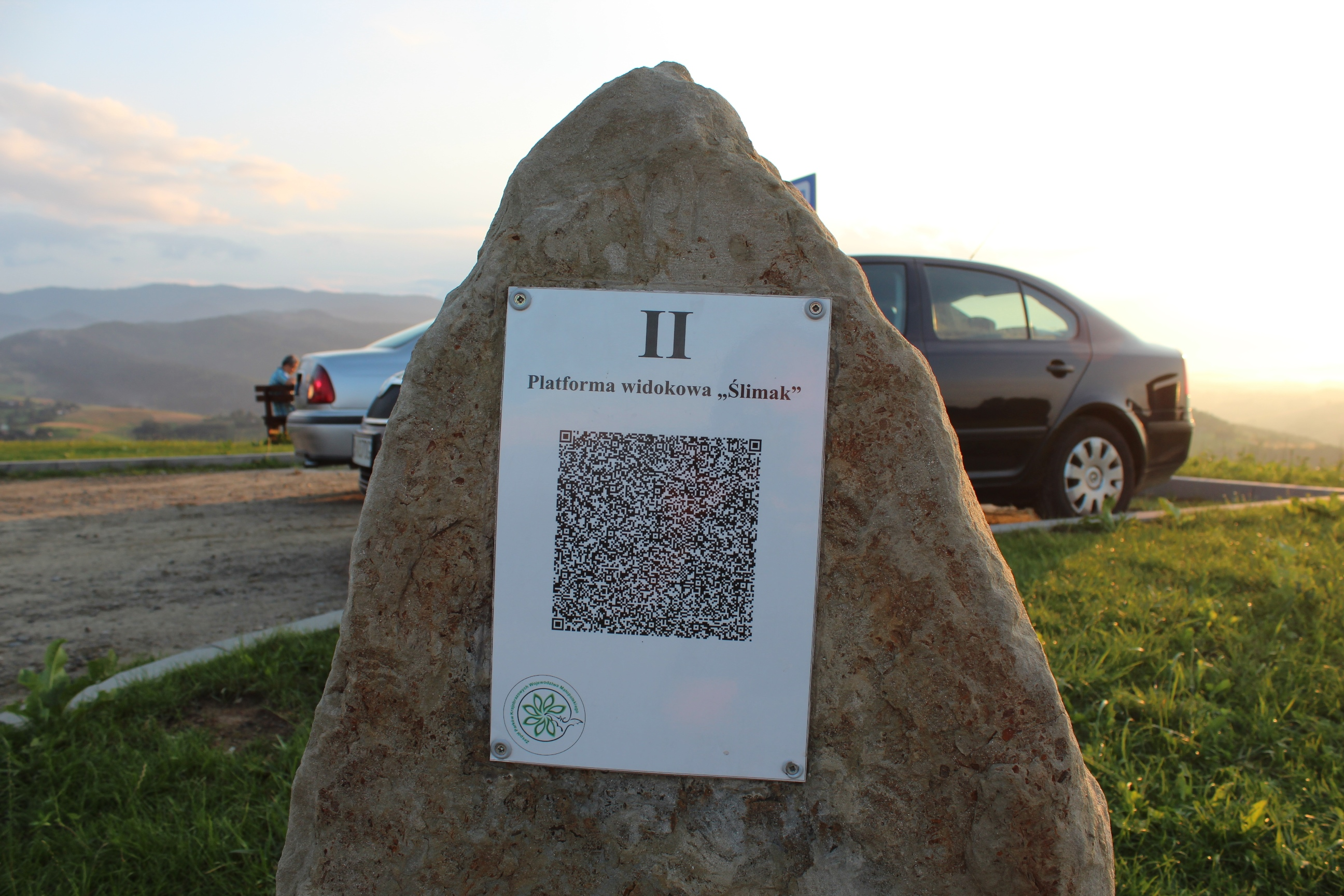
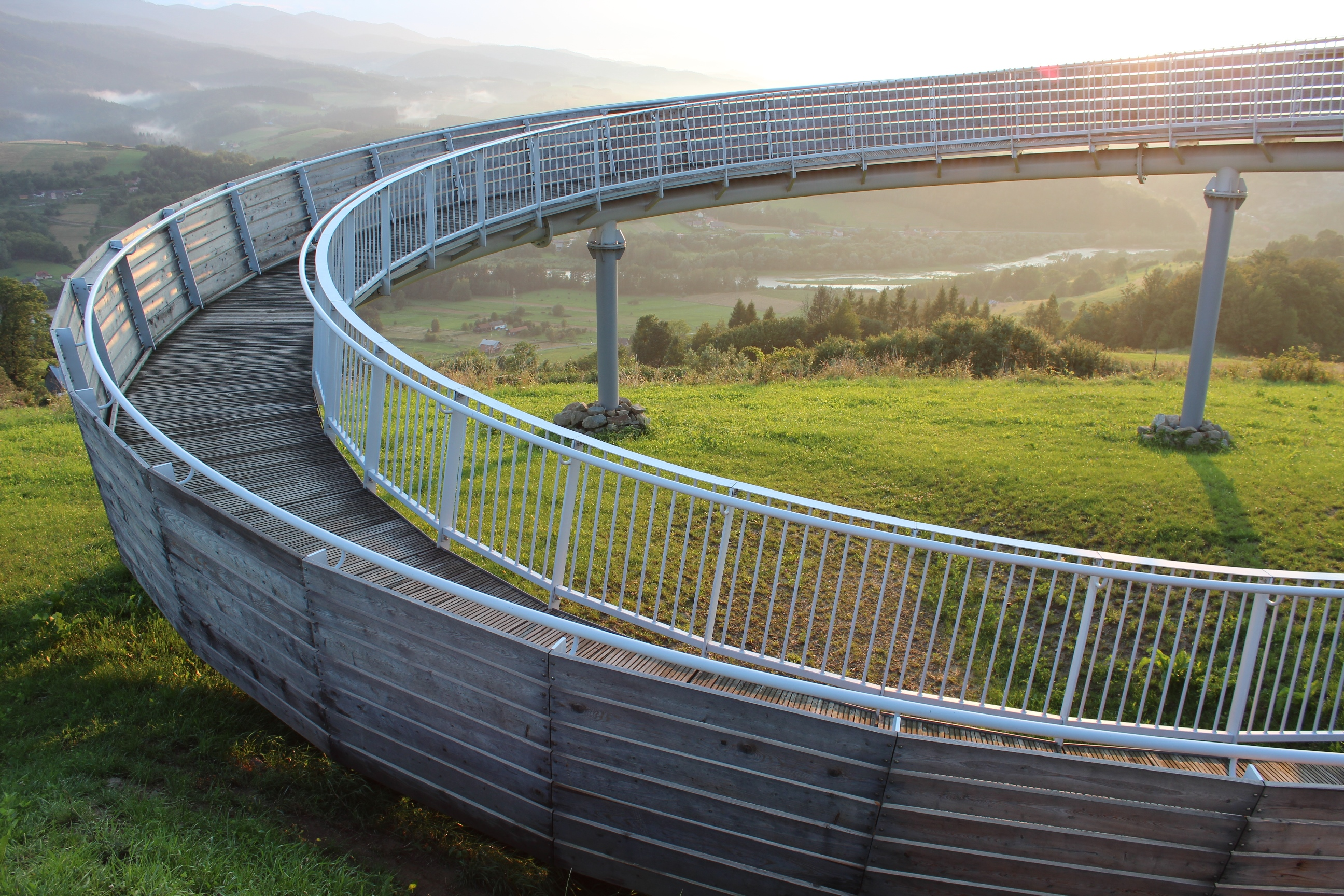
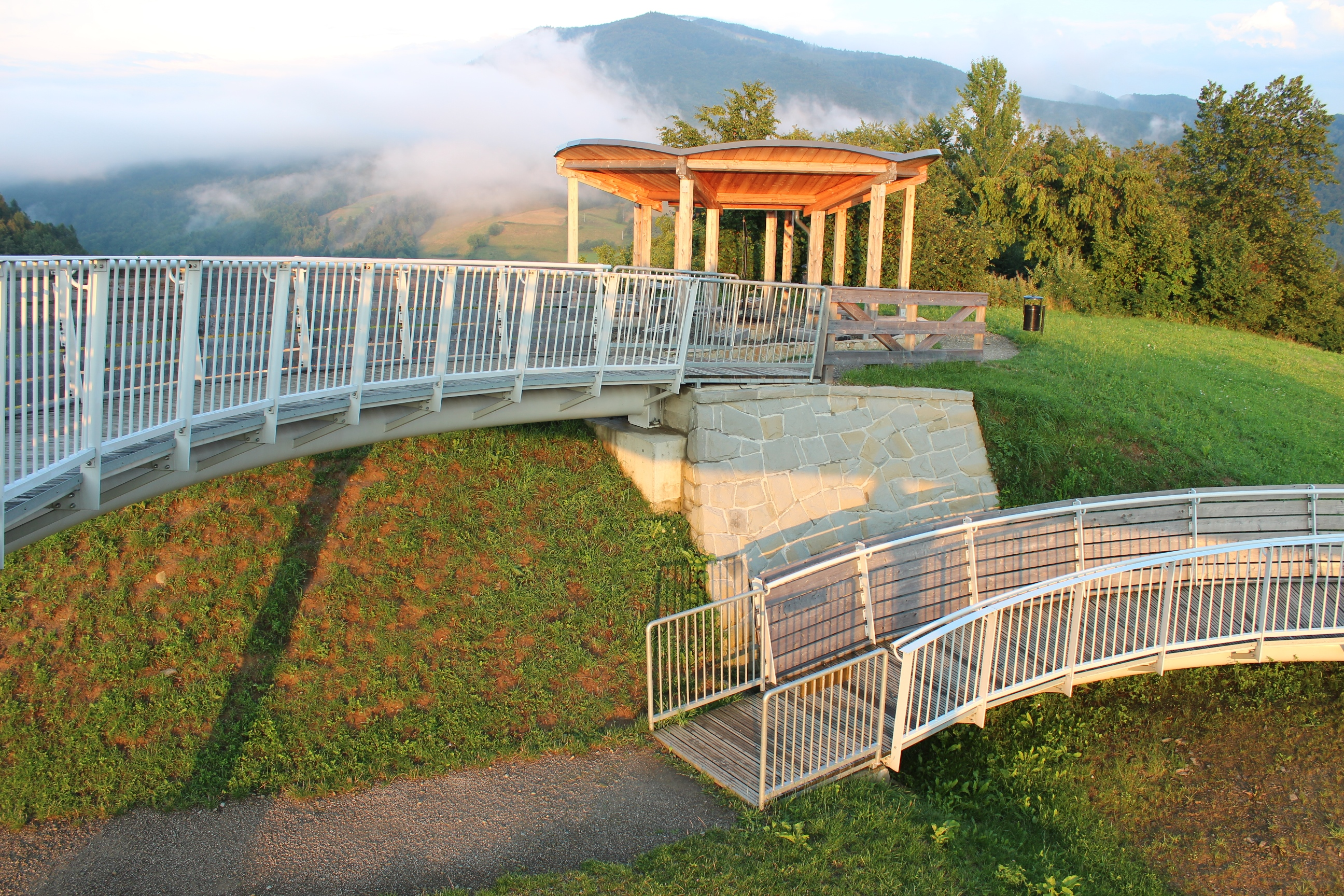
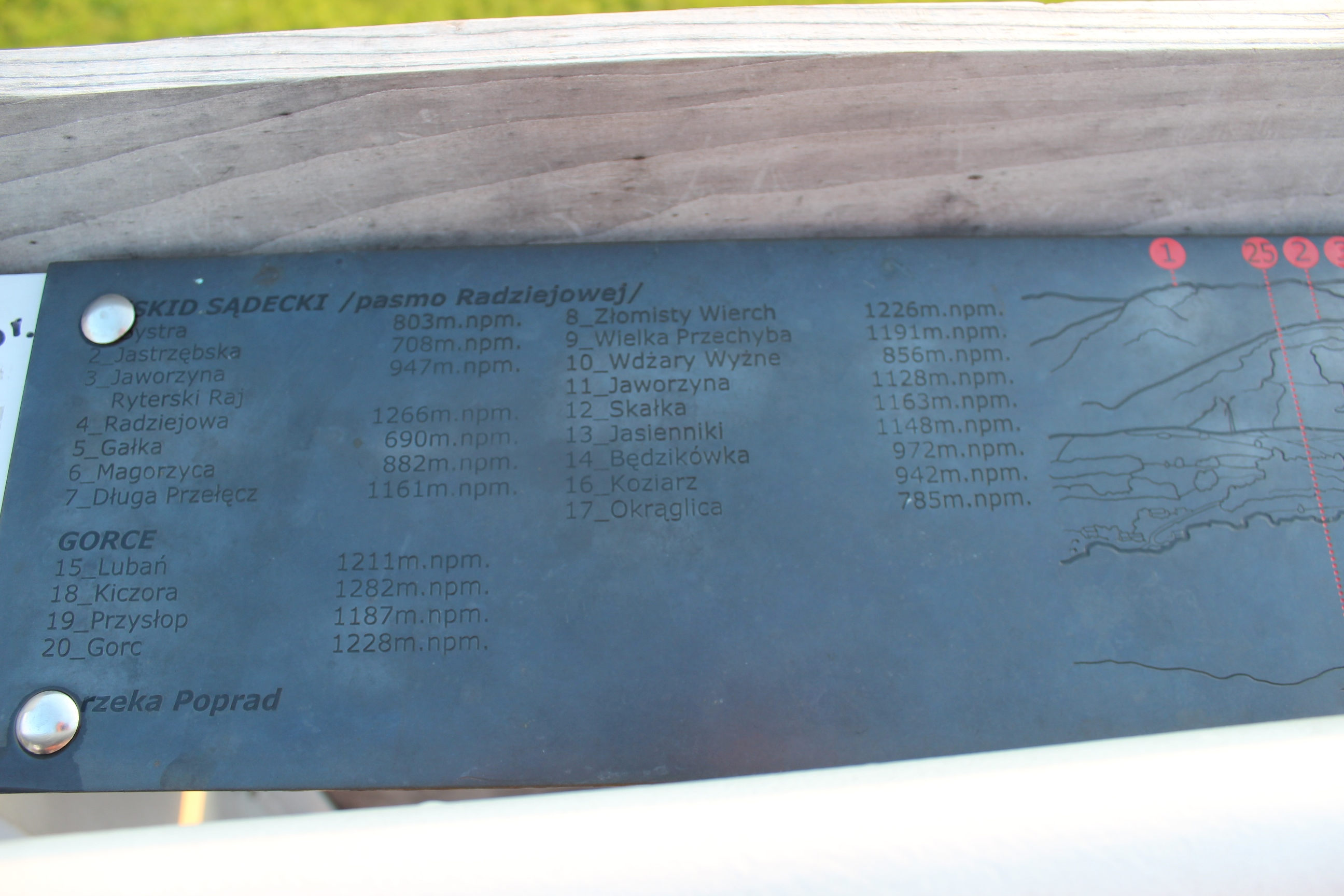
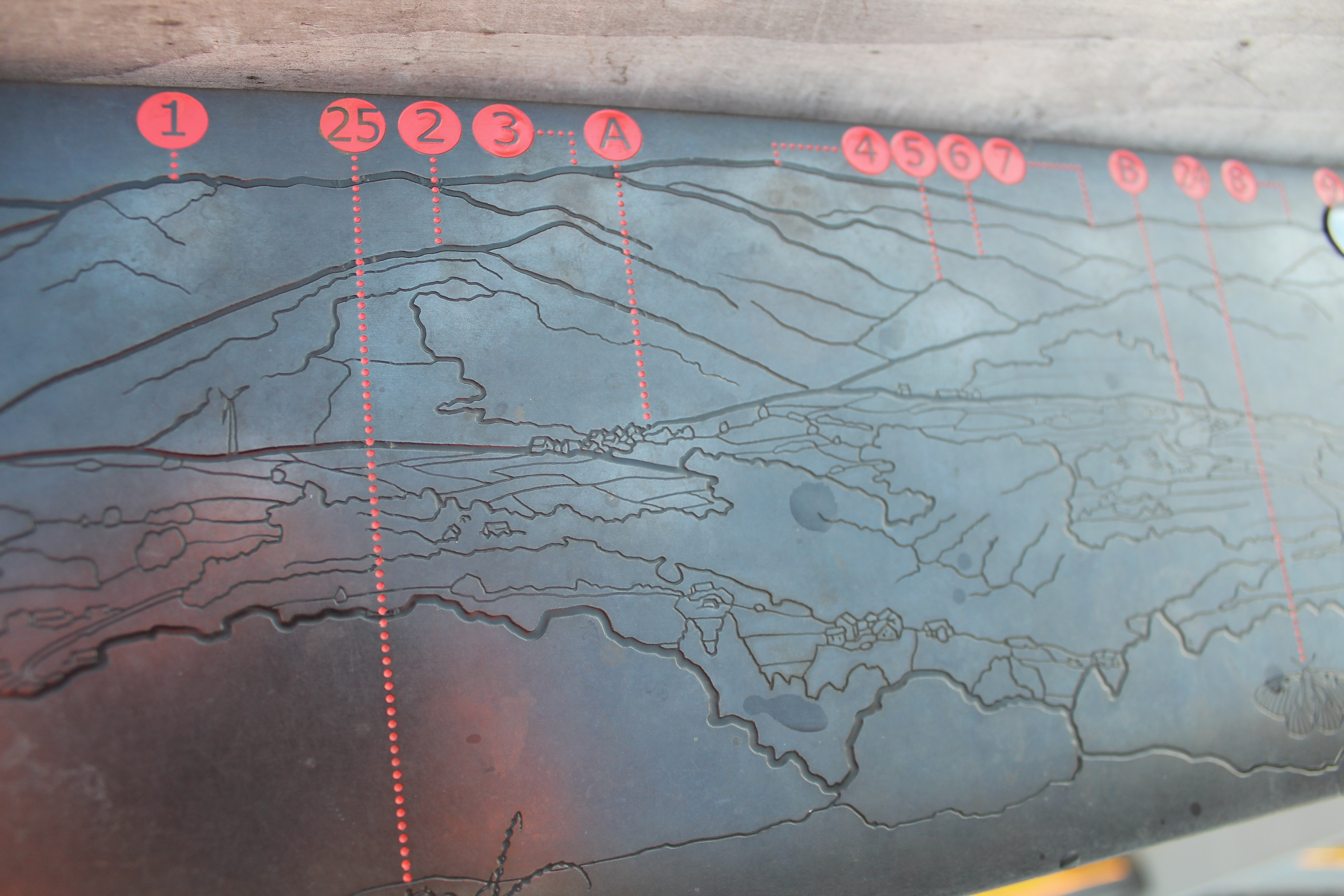
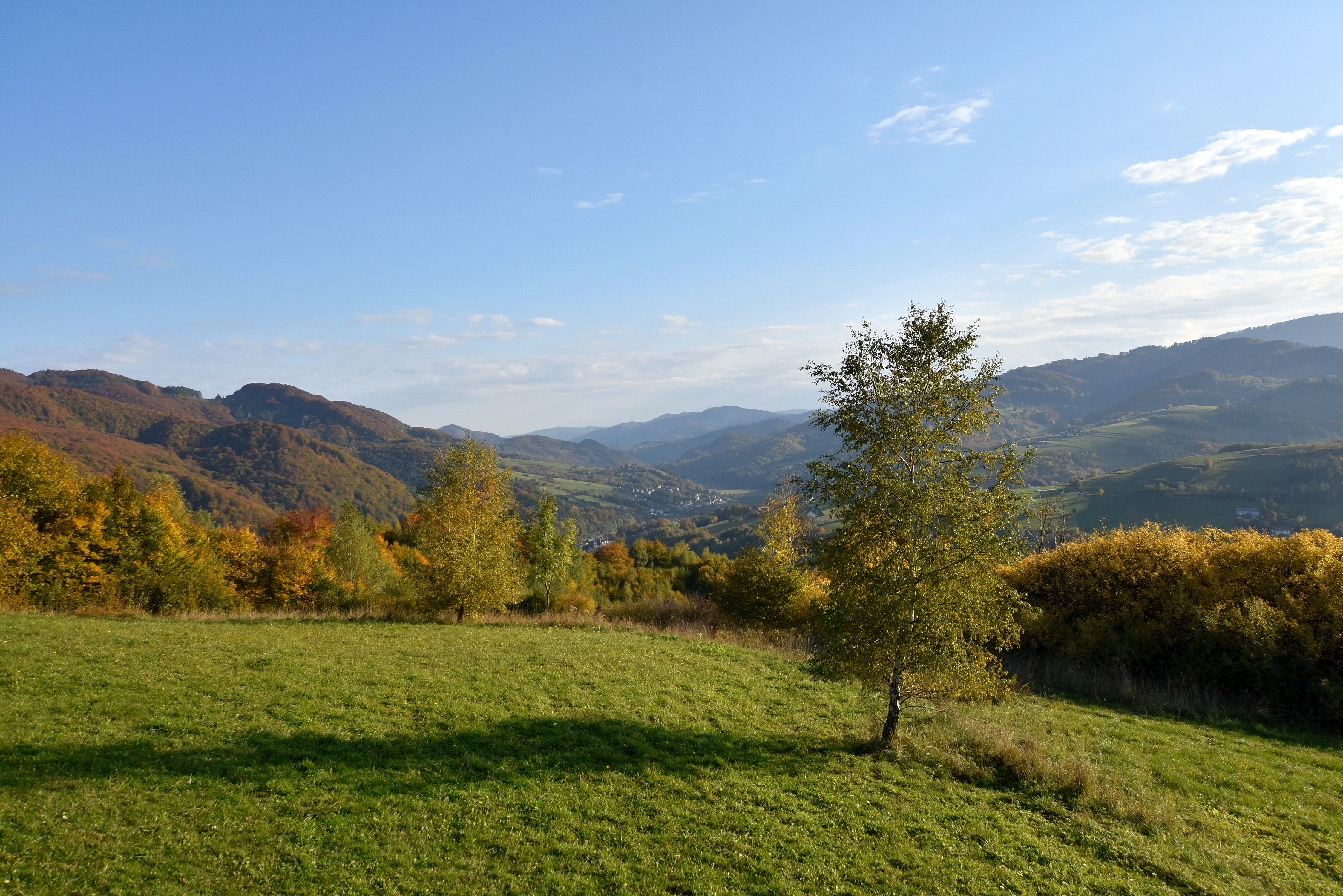
Widok na stronę zachodnią
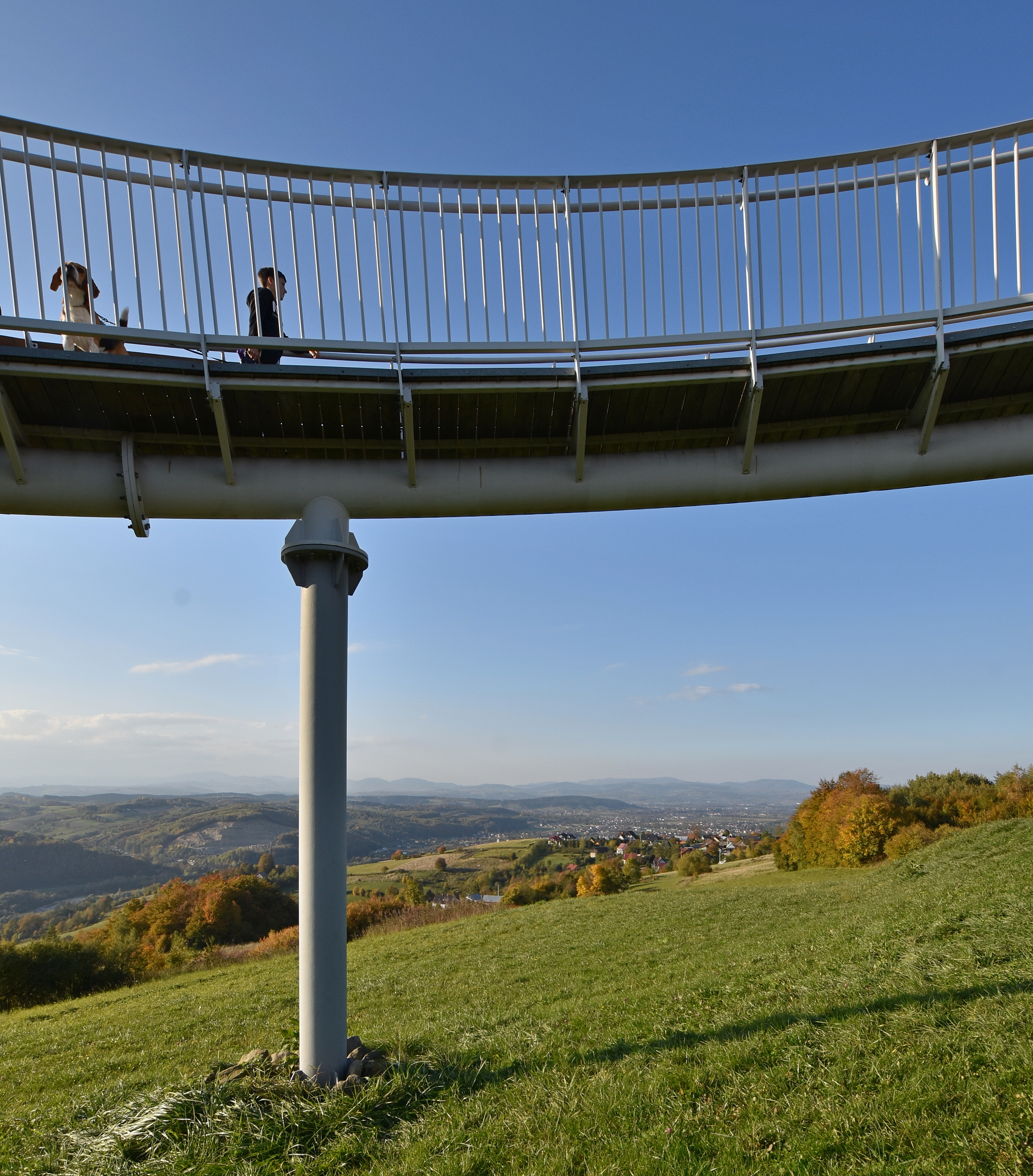
Widok na stronę północną
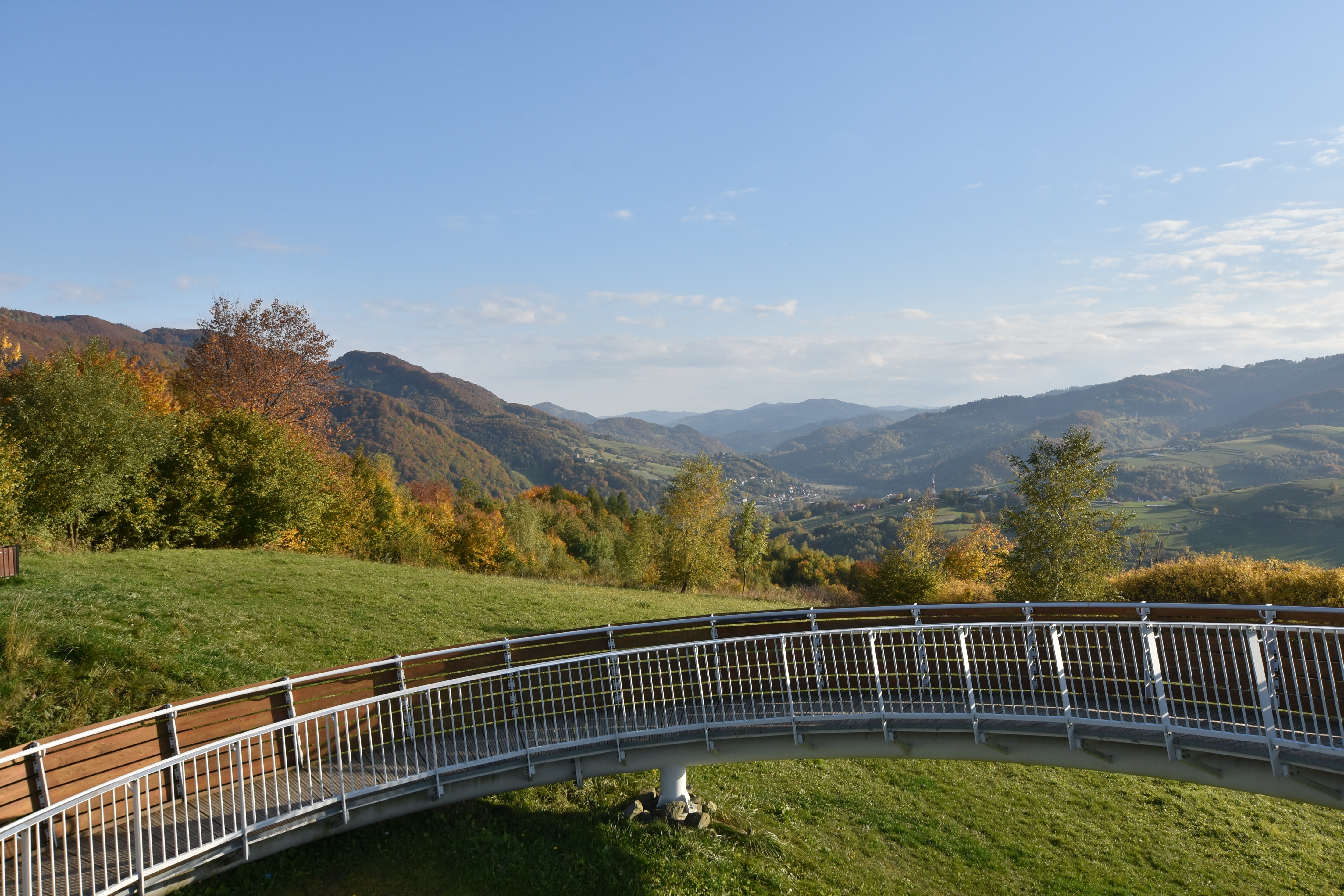
Widok na stronę południową